# Липшиц, Генрик
Генрик Ли́пшиц (пол. Henryk Lipszyc; р. 1941 года) — польский учёный-японовед еврейского происхождения. Один из наиболее известных польских переводчиков с японского.
Окончил Варшавский университет (магистр, 1964).
В 1987—1988 годах приглашенный профессор на кафедре востоковедения в университете Тель-Авива.
В 1991—1996 годах посол Польши в Японии.
С 2003 года возглавляет Департамент японских и корейских исследований Collegium Civitas.
Награждён знаком отличия «Крест Заслуги» и орденом Восходящего солнца 2-го класса (Япония, 1992).